# Янух-Джат
Янух-Джат (ивр. יאנוח-ג'ת‎, араб. يانوح-جت‎) — местный совет в Северном округе Израиля. Был образован в 1990 году путём объединения деревень Янух и Джат.
Расположен примерно в 110 км к северо-востоку от центра Тель-Авива и в 30 км к северо-востоку от города Хайфа, на высоте 518 м над уровнем моря. Площадь совета составляет 13,4 км².

## Население
По данным Центрального статистического бюро Израиля, население на начало 2020 года составляло 6 679 человек.
По данным на 2005 год 100 % населения было представлено друзами.
Динамика численности населения по годам:
| 1955 | 1961 | 1972 | 1983 | 2003 | 2007 | 2010 | 2012 |
| ---- | ---- | ---- | ---- | ---- | ---- | ---- | ---- |
| 900  | 1100 | 1800 | 2800 | 4921 | 5400 | 5800 | 6000 |